# Ga Lào Cai
Ga Lào Cai là một nhà ga xe lửa tại phường Lào Cai, tỉnh Lào Cai. Được kết nối với Trung Quốc tại tỉnh Vân Nam. Nhà ga là điểm kết thúc tuyến đường sắt Hà Nội - Lào Cai và được nối với ga Hà Khẩu thược tuyến đường sắt Côn Minh - Hà Khẩu của Trung Quốc.

## Bên cạnh
Ga Làng Giàng - Ga Lào Cai - 河口站
| Ga trước Làng Giàng | Đường sắt Việt Nam Đường sắt Hà Nội - Lào Cai | Ga sau Hà Khẩu (CHND Trung Hoa) |